# Oyace
Oyace (arpità Oyace) és un municipi italià, situat a la regió de Vall d'Aosta. L'any 2007 tenia 214  habitants. Limita amb els municipis de Bionaz, Nus, Ollomont, Quart i Valpelline.

## Administració

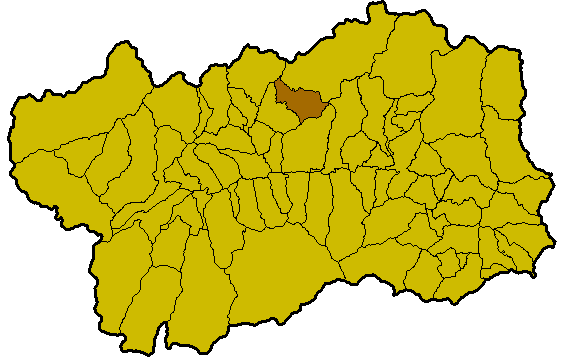
Situació d'Oyace a la Vall

| Període | Identitat      | Partit        |
| ------- | -------------- | ------------- |
| 2005-   | Massimo Chenal | Llista cívica |